# Tyerenygai járás

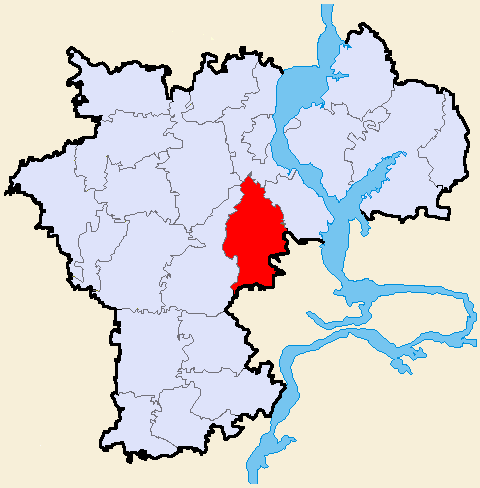
A Tyerenygai járás az Uljanovszki területen

A Tyerenygai járás (oroszul Тереньгульский район) Oroszország egyik járása az Uljanovszki területen. Székhelye Tyerenyga.

## Népesség
- 2002-ben lakosságának 70%-a orosz, 12,5%-a csuvas, 12%-a mordvin, 4%-a tatár.
- 2010-ben 18 761 lakosa volt, melynek 75%-a orosz, 9,9%-a csuvas, 6,5%-a mordvin, 4,1%-a tatár.